# Mittelwagen
Mittelwagen oder Zwischenwagen nennt man Schienenfahrzeuge, die dafür ausgelegt sind, in der Mitte einer Zugkomposition zu laufen. Die häufigste Form der festen Zugkomposition ist der Triebzug, bei dem die Mittelwagen zwischen den Endwagen (beispielsweise zwischen Steuerwagen und Triebkopf beim ICE 2) eingereiht sind. Deutsche Bundesbahn und Deutsche Reichsbahn nutzten hierbei für diese Fahrzeuge bis 1968 bzw. 1970 die offiziellen Baureihenbezeichnungen EM (Mittelwagen zu elektrischen Triebwagen) und VM (Mittelwagen zu Brennkrafttriebwagen). Dabei handelte es sich um Fahrzeuge ohne Antrieb. In modernen Triebzügen verfügen aber auch die Mittelwagen oft über einen eigenen Antrieb, weshalb sie dementsprechend Betriebsnummern aus der Gruppe der Triebwagen tragen (beispielsweise DB-Baureihe 421 und DB-Baureihe 605).
Seltener sind Mittelwagen bei Straßenbahnen. Dort handelt es sich in der Regel um Beiwagen, die zwischen zwei Triebwagen eingereiht sind; deshalb werden sie manchmal auch Mittelbeiwagen genannt.

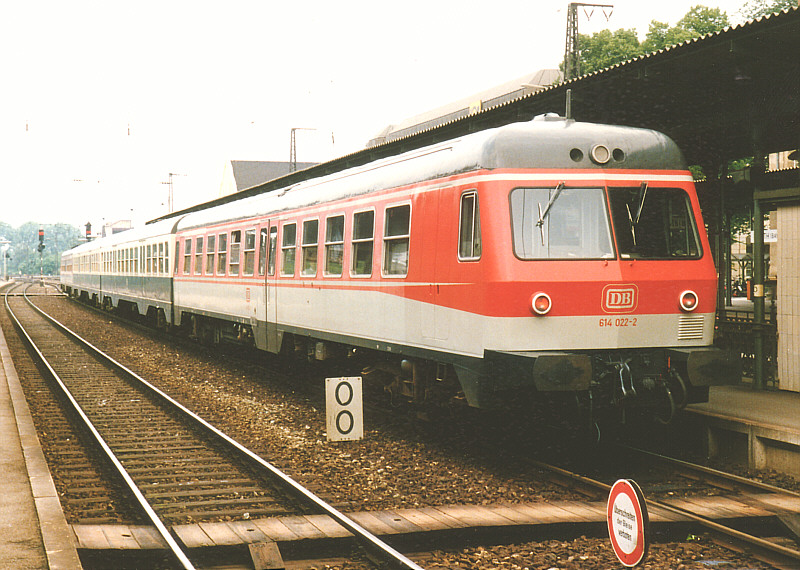
BR 614 mit zwei Mittelwagen der BR 934
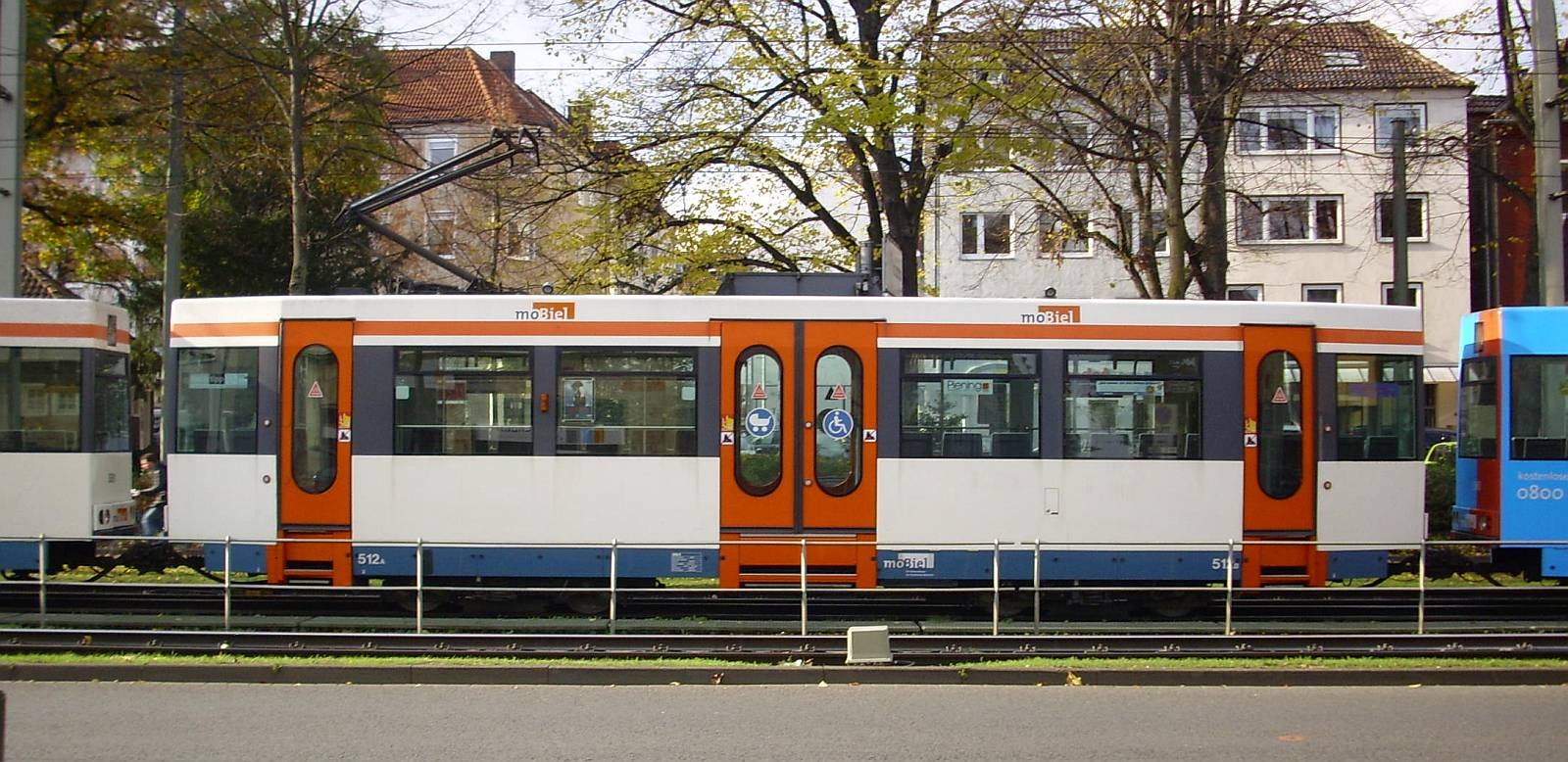
Mittelbeiwagen Typ MB4 der Stadtbahn Bielefeld
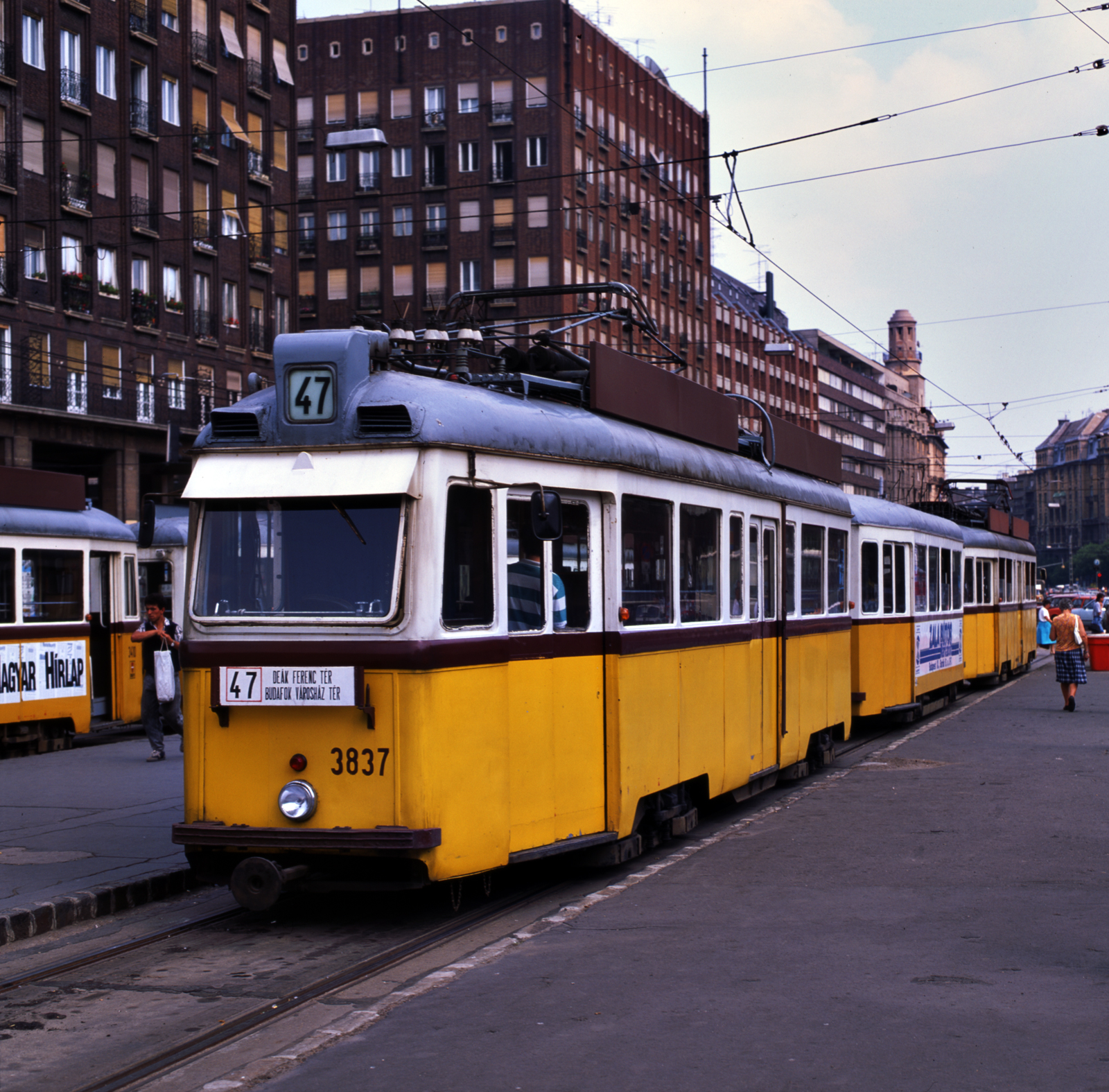
Ganz-UV-Zug mit Mittelwagen
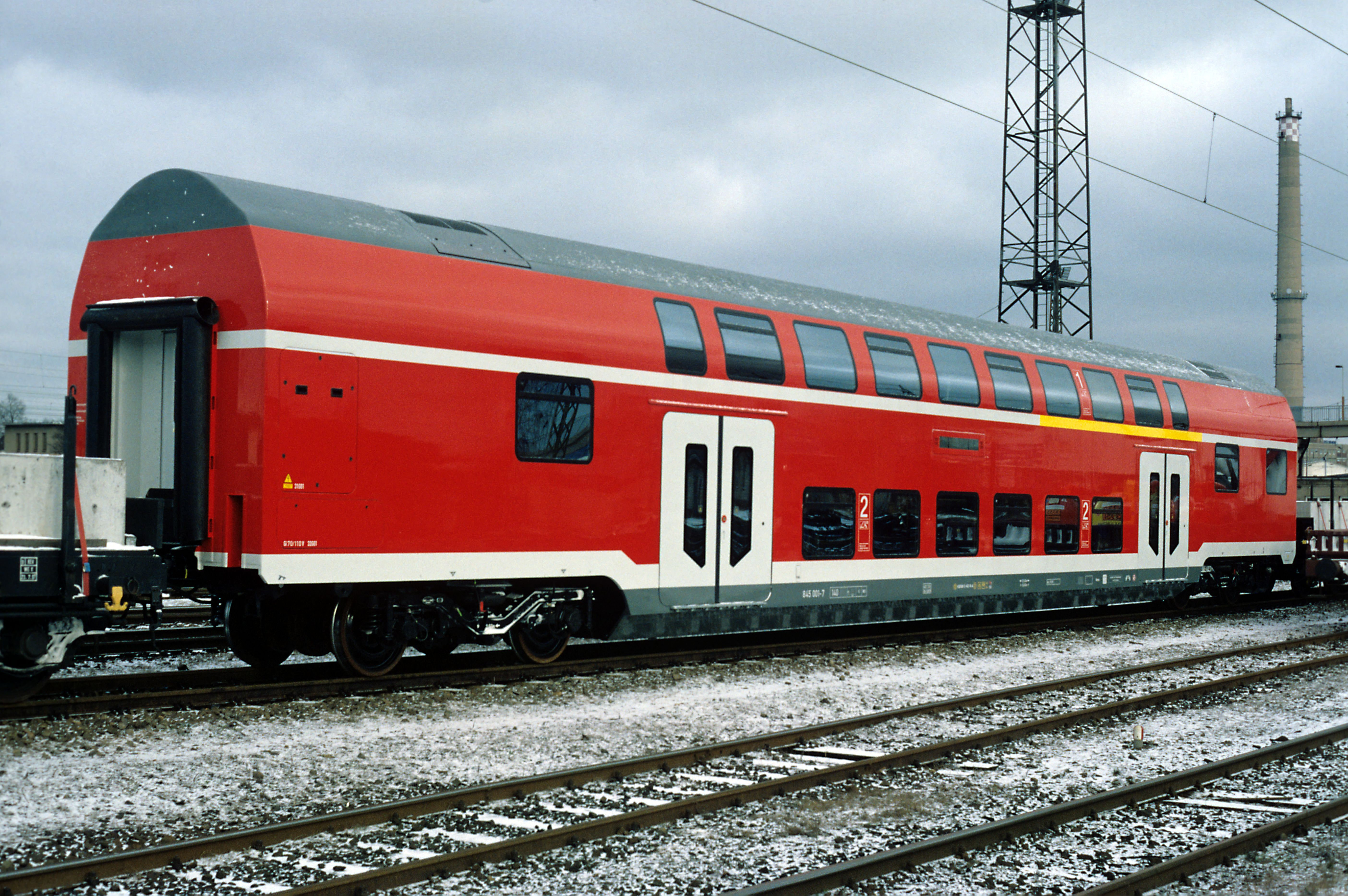
»Meridian«-Mittelwagen 845 001 bei Überführung